# Liste der Bodendenkmäler in Gaukönigshofen
Auf dieser Seite sind die Bodendenkmäler in der unterfränkischen Gemeinde Gaukönigshofen zusammengestellt. Diese Tabelle ist eine Teilliste der Liste der Bodendenkmäler in Bayern. Grundlage ist die Bayerische Denkmalliste, die auf Basis des Bayerischen Denkmalschutzgesetzes vom 1. Oktober 1973 erstmals erstellt wurde und seither durch das Bayerische Landesamt für Denkmalpflege geführt wird. Die folgenden Angaben ersetzen nicht die rechtsverbindliche Auskunft der Denkmalschutzbehörde.

## Bodendenkmäler in Gaukönigshofen
| Lage       | Objekt                                                                                             | Akten-Nr.     | Bild |
| ---------- | -------------------------------------------------------------------------------------------------- | ------------- | ---- |
| (Standort) | Bestattungen vor- und frühgeschichtlicher Zeitstellung.                                            | D-6-6325-0001 |      |
| (Standort) | Brandgräber vor- und frühgeschichtlicher Zeitstellung mit Steinkranz.                              | D-6-6325-0003 |      |
| (Standort) | Körpergräber der Schnurkeramik.                                                                    | D-6-6325-0004 |      |
| (Standort) | Siedlung der Hallstattzeit.                                                                        | D-6-6325-0012 |      |
| (Standort) | Siedlung der Latènezeit.                                                                           | D-6-6325-0016 |      |
| (Standort) | Siedlung vorgeschichtlicher Zeitstellung.                                                          | D-6-6325-0017 |      |
| (Standort) | Siedlung vorgeschichtlicher Zeitstellung.                                                          | D-6-6325-0019 |      |
| (Standort) | Siedlung des Mittelneolithikums und der frühen Latènezeit.                                         | D-6-6325-0020 |      |
| (Standort) | Siedlung der Urnenfelderzeit, der Hallstattzeit, der jüngeren Latènezeit, der römischen Kaiserzeit | D-6-6325-0021 |      |
| (Standort) | Siedlung des Mittelneolithikums und der römischen Kaiserzeit.                                      | D-6-6325-0022 |      |
| (Standort) | Siedlung der Linearbandkeramik, der Stichbandkeramik und des Mittelneolithikums.                   | D-6-6325-0023 |      |
| (Standort) | Siedlung der Linearbandkeramik und der jüngeren Latènezeit.                                        | D-6-6325-0024 |      |
| (Standort) | Grabhügel der Hallstattzeit.                                                                       | D-6-6325-0025 |      |
| (Standort) | Siedlung der Hallstattzeit.                                                                        | D-6-6325-0027 |      |
| (Standort) | Körpergräber des Endneolithikums.                                                                  | D-6-6325-0028 |      |
| (Standort) | Bestattungsplatz mit verebneten Grabhügeln mit Bestattungen der Schnurkeramik, Siedlung            | D-6-6325-0030 |      |
| (Standort) | Urnenfelderzeitliche Bestattungen.                                                                 | D-6-6325-0031 |      |
| (Standort) | Grabenwerk vorgeschichtlicher Zeitstellung.                                                        | D-6-6325-0120 |      |
| (Standort) | Siedlung vor- und frühgeschichtlicher Zeitstellung.                                                | D-6-6325-0121 |      |
| (Standort) | Verebnete vorgeschichtliche Grabhügel.                                                             | D-6-6325-0122 |      |
| (Standort) | Siedlung vor- und frühgeschichtlicher Zeitstellung.                                                | D-6-6325-0123 |      |
| (Standort) | Siedlung vor- und frühgeschichtlicher Zeitstellung.                                                | D-6-6325-0124 |      |
| (Standort) | Siedlung vor- und frühgeschichtlicher Zeitstellung.                                                | D-6-6325-0125 |      |
| (Standort) | Siedlung vor- und frühgeschichtlicher Zeitstellung.                                                | D-6-6325-0126 |      |
| (Standort) | Siedlung vor- und frühgeschichtlicher Zeitstellung.                                                | D-6-6325-0127 |      |
| (Standort) | Siedlung vor- und frühgeschichtlicher Zeitstellung.                                                | D-6-6325-0128 |      |
| (Standort) | Siedlung vor- und frühgeschichtlicher Zeitstellung.                                                | D-6-6325-0131 |      |
| (Standort) | Siedlung vor- und frühgeschichtlicher Zeitstellung.                                                | D-6-6325-0132 |      |
| (Standort) | Siedlung vor- und frühgeschichtlicher Zeitstellung.                                                | D-6-6325-0133 |      |
| (Standort) | Verebnete vorgeschichtliche Grabhügel.                                                             | D-6-6325-0134 |      |
| (Standort) | Verebnete vorgeschichtliche Grabhügel.                                                             | D-6-6325-0135 |      |
| (Standort) | Vorgeschichtliche Grabhügel.                                                                       | D-6-6325-0136 |      |
| (Standort) | Verebnete vorgeschichtliche Grabhügel.                                                             | D-6-6325-0137 |      |
| (Standort) | Siedlung der Linearbandkeramik, der Urnenfelderzeit, der jüngeren Latènezeit                       | D-6-6325-0146 |      |
| (Standort) | Siedlung der Urnenfelderzeit.                                                                      | D-6-6325-0188 |      |
| (Standort) | Siedlung der Hallstattzeit.                                                                        | D-6-6325-0193 |      |
| (Standort) | Siedlung vorgeschichtlicher Zeitstellung.                                                          | D-6-6325-0206 |      |
| (Standort) | Wüstung des Mittelalters oder der frühen Neuzeit.                                                  | D-6-6325-0218 |      |
| (Standort) | Archäologische Befunde                                                                             | D-6-6325-0236 |      |
| (Standort) | Archäologische Befunde im Bereich der Kath. Kapelle St. Sebastian in Wolkshausen.                  | D-6-6325-0237 |      |
| (Standort) | Siedlung vorgeschichtlicher Zeitstellung.                                                          | D-6-6325-0289 |      |
| (Standort) | Siedlung vorgeschichtlicher Zeitstellung.                                                          | D-6-6325-0290 |      |
| (Standort) | Siedlung der jüngeren Latènezeit.                                                                  | D-6-6325-0291 |      |
| (Standort) | Siedlung der Linearbandkeramik und der Hallstattzeit sowie Körpergräber                            | D-6-6326-0009 |      |
| (Standort) | Freilandstation des Mesolithikums und endneolithische Körpergräber sowie Siedlung                  | D-6-6326-0015 |      |
| (Standort) | Siedlung der Urnenfelderzeit und der Hallstattzeit.                                                | D-6-6326-0037 |      |
| (Standort) | Siedlung der Linearbandkeramik, der Urnenfelderzeit                                                | D-6-6326-0038 |      |
| (Standort) | Siedlung der Linearbandkeramik, des Jungneolithikums, der Urnenfelderzeit                          | D-6-6326-0039 |      |
| (Standort) | Siedlung der Linearbandkeramik sowie Körpergräber der Hallstattzeit                                | D-6-6326-0040 |      |
| (Standort) | Körperbestattungen der Bronzezeit.                                                                 | D-6-6326-0041 |      |
| (Standort) | Mittelalterlicher Burgstall.                                                                       | D-6-6326-0042 |      |
| (Standort) | Brandgräber der Urnenfelderzeit und Siedlung der Hallstattzeit.                                    | D-6-6326-0047 |      |
| (Standort) | Siedlung der Hallstattzeit und der jüngeren Latènezeit.                                            | D-6-6326-0048 |      |
| (Standort) | Spätmittelalterlicher oder neuzeitlicher Erdstall.                                                 | D-6-6326-0050 |      |
| (Standort) | Brandgräber der Urnenfelderzeit und Siedlung der Hallstattzeit                                     | D-6-6326-0052 |      |
| (Standort) | Siedlung des Neolithikums, der Hallstattzeit, der frühen Latènezeit                                | D-6-6326-0053 |      |
| (Standort) | Brandgräber der römischen Kaiserzeit.                                                              | D-6-6326-0055 |      |
| (Standort) | Siedlung der Urnenfelderzeit, der jüngeren Latènezeit und der römischen Kaiserzeit                 | D-6-6326-0056 |      |
| (Standort) | Siedlung der Urnenfelderzeit.                                                                      | D-6-6326-0057 |      |
| (Standort) | Siedlung der Urnenfelderzeit und der Latènezeit.                                                   | D-6-6326-0058 |      |
| (Standort) | Siedlung der Urnenfelderzeit und Wüstung des Mittelalters.                                         | D-6-6326-0059 |      |
| (Standort) | Siedlung der Hallstattzeit.                                                                        | D-6-6326-0060 |      |
| (Standort) | Siedlung der Linearbandkeramik, des Mittelneolithikums, der Michelsberger Kultur                   | D-6-6326-0108 |      |
| (Standort) | Siedlung vorgeschichtlicher, vermutlich urnenfelderzeitlicher Zeitstellung.                        | D-6-6326-0126 |      |
| (Standort) | Viereckiges Grabenwerk vor- und frühgeschichtlicher Zeitstellung sowie Siedlung                    | D-6-6326-0127 |      |
| (Standort) | Siedlung vor- und frühgeschichtlicher Zeitstellung.                                                | D-6-6326-0146 |      |
| (Standort) | Siedlung vor- und frühgeschichtlicher Zeitstellung.                                                | D-6-6326-0147 |      |
| (Standort) | Siedlung vor- und frühgeschichtlicher Zeitstellung.                                                | D-6-6326-0148 |      |
| (Standort) | Siedlung vor- und frühgeschichtlicher Zeitstellung.                                                | D-6-6326-0149 |      |
| (Standort) | Siedlung vor- und frühgeschichtlicher Zeitstellung.                                                | D-6-6326-0150 |      |
| (Standort) | Siedlung vor- und frühgeschichtlicher Zeitstellung.                                                | D-6-6326-0151 |      |
| (Standort) | Siedlung vor- und frühgeschichtlicher Zeitstellung.                                                | D-6-6326-0152 |      |
| (Standort) | Siedlung der älteren Latènezeit.                                                                   | D-6-6326-0153 |      |
| (Standort) | Siedlung der Bronzezeit.                                                                           | D-6-6326-0154 |      |
| (Standort) | Siedlung vor- und frühgeschichtlicher Zeitstellung.                                                | D-6-6326-0155 |      |
| (Standort) | Siedlung vor- und frühgeschichtlicher Zeitstellung.                                                | D-6-6326-0156 |      |
| (Standort) | Verebnete vorgeschichtliche Grabhügelgruppe.                                                       | D-6-6326-0157 |      |
| (Standort) | Siedlung vor- und frühgeschichtlicher Zeitstellung.                                                | D-6-6326-0158 |      |
| (Standort) | Siedlung vor- und frühgeschichtlicher Zeitstellung.                                                | D-6-6326-0242 |      |
| (Standort) | Siedlung der jüngeren Latènezeit.                                                                  | D-6-6326-0262 |      |
| (Standort) | Siedlung der Linearbandkeramik.                                                                    | D-6-6326-0268 |      |
| (Standort) | Siedlung der jüngeren Latènezeit.                                                                  | D-6-6326-0270 |      |
| (Standort) | Siedlung vor- und frühgeschichtlicher Zeitstellung.                                                | D-6-6326-0271 |      |
| (Standort) | Siedlung der jüngeren Urnenfelderzeit.                                                             | D-6-6326-0288 |      |
| (Standort) | Siedlung der späten Hallstattzeit und der frühen Latènezeit.                                       | D-6-6326-0349 |      |
| (Standort) | Siedlung des Neolithikums.                                                                         | D-6-6326-0350 |      |
| (Standort) | Archäologische Befunde im Bereich der frühneuzeitlichen Kath. Pfarrkirche                          | D-6-6326-0352 |      |
| (Standort) | Archäologische Befunde im Bereich der frühneuzeitlichen Kath. Kapelle St. Nikolaus                 | D-6-6326-0353 |      |
| (Standort) | Archäologische Befunde im Bereich der frühneuzeitlichen Synagoge von Gaukönigshofen                | D-6-6326-0354 |      |
| (Standort) | Archäologische Befunde im Bereich der frühneuzeitlichen Kath. Pfarrkirche                          | D-6-6326-0355 |      |
| (Standort) | Archäologische Befunde im Bereich der im Kern mittelalterlichen, frühneuzeitlichen Kath. Kirche    | D-6-6326-0357 |      |
| (Standort) | Archäologische Befunde im Bereich der frühneuzeitlichen Kath. Pfarrkirche St. Matthäus             | D-6-6326-0359 |      |